# Maria Eugénia Martins de Nazaré Ribeiro
Maria Eugénia Martins de Nazaré Ribeiro (1956), é uma jurista portuguesa e atual juíza do Tribunal de Justiça da União Europeia em Luxemburgo.
Maria Ribeiro estudou Direito em Lisboa, Bruxelas e Estrasburgo; foi advogada em Portugal e em Bruxelas; investigadora independente no Instituto de Estudos Europeus da Universidade Livre de Bruxelas; referendária do juiz português no Tribunal de Justiça, Moitinho de Almeida, entre 1986 e 2000 e do presidente do Tribunal Geral da União Europeia, Bo Vesterdorf, de 2000 a 2003.
É juíza no Tribunal Geral da União Europeia desde 31 de março de 2003, eleito até 31 de agosto de 2016.